# Medalla de Andalucía

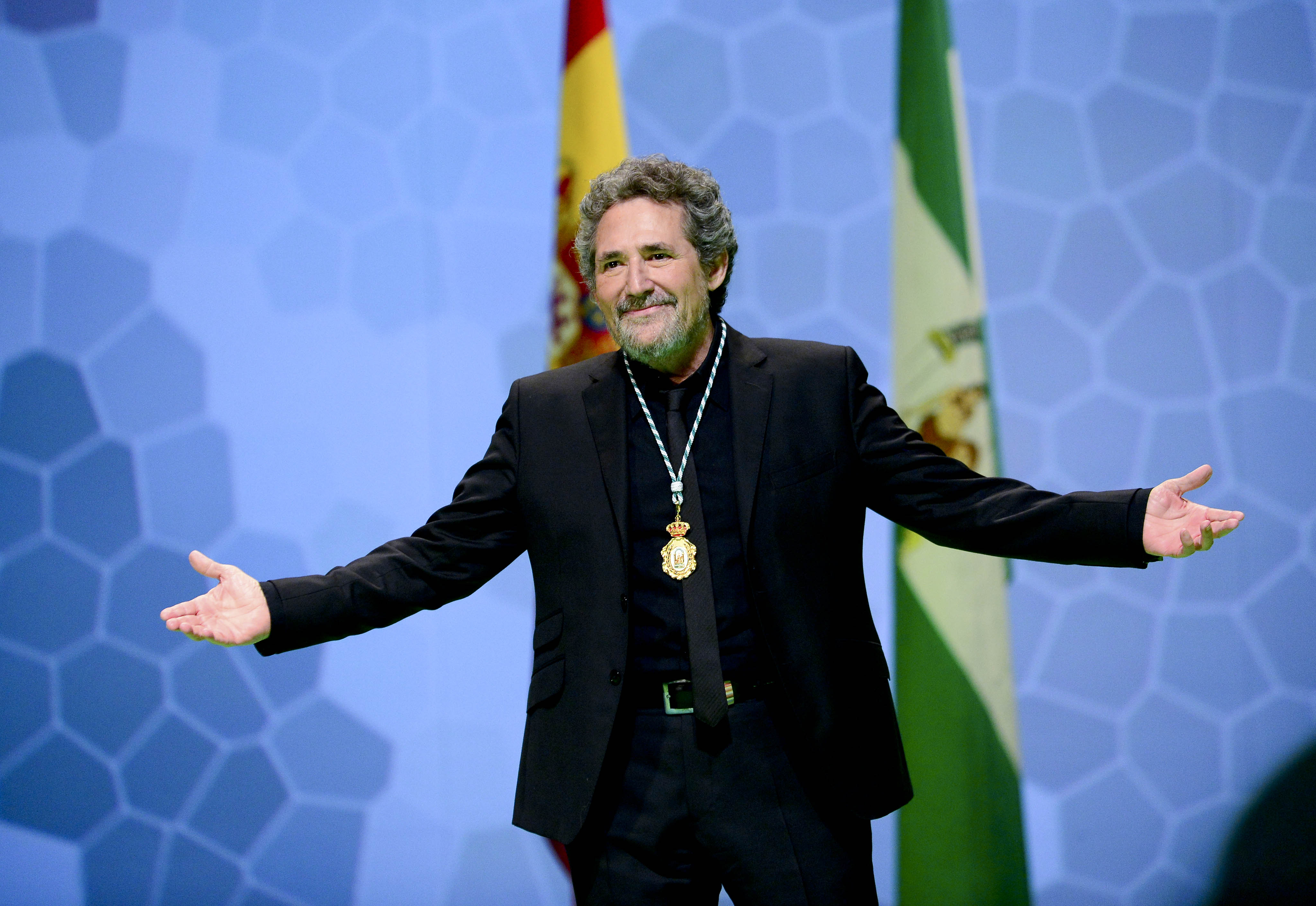
El cantante granadino Miguel Ríos durante la ceremonia de entrega de Medallas de Andalucía en 2014.

La Medalla de Andalucía es un título honorífico creado por la Junta de Andalucía en 1985 y regulado por el Decreto 117/85, de 5 de junio, que tiene por objeto reconocer «las acciones, servicios y méritos excepcionales o extraordinarios realizados en tiempos de paz por ciudadanos, grupos o entidades andaluces, españoles o extranjeros» que representen «el ejercicio de virtudes individuales o colectivas que tengan como referencia la solidaridad y el trabajo en beneficio de los demás ciudadanos».

## Concesión
Las Medallas se otorgan previo expediente de la Consejería de Presidencia en donde deben constar fehacientemente los méritos que concurren en los beneficiarios. Se conceden un máximo de diez medallas de forma anual cada 28 de febrero, durante los actos oficiales del Día de Andalucía. Los distinguidos adquieren el tratamiento de Ilustrísimo Señor. Es el segundo título de mayor rango que otorga la Junta de Andalucía, por detrás de la condecoración de Hijo Predilecto de Andalucía.

## Categorías
Desde 2019 el galardón consta de las diez categorías siguientes:
- Medalla de Andalucía de las Ciencias Sociales y las Letras.
- Medalla de Andalucía de las Artes.
- Medalla de Andalucía del Deporte.
- Medalla de Andalucía de la Solidaridad y la Concordia.
- Medalla de Andalucía de la Economía y la Empresa.
- Medalla de Andalucía de la Investigación, la Ciencia y la Salud.
- Medalla de Andalucía de la Proyección de Andalucía.
- Medalla de Andalucía al Mérito Medioambiental.
- Medalla de Andalucía a los Valores Humanos.
- Medalla de Andalucía Manuel Clavero Arévalo, que se concede en reconocimiento a la especial trayectoria de una persona física o jurídica, grupo o entidad, en la defensa y fomento del interés general de Andalucía.

## Galardonados

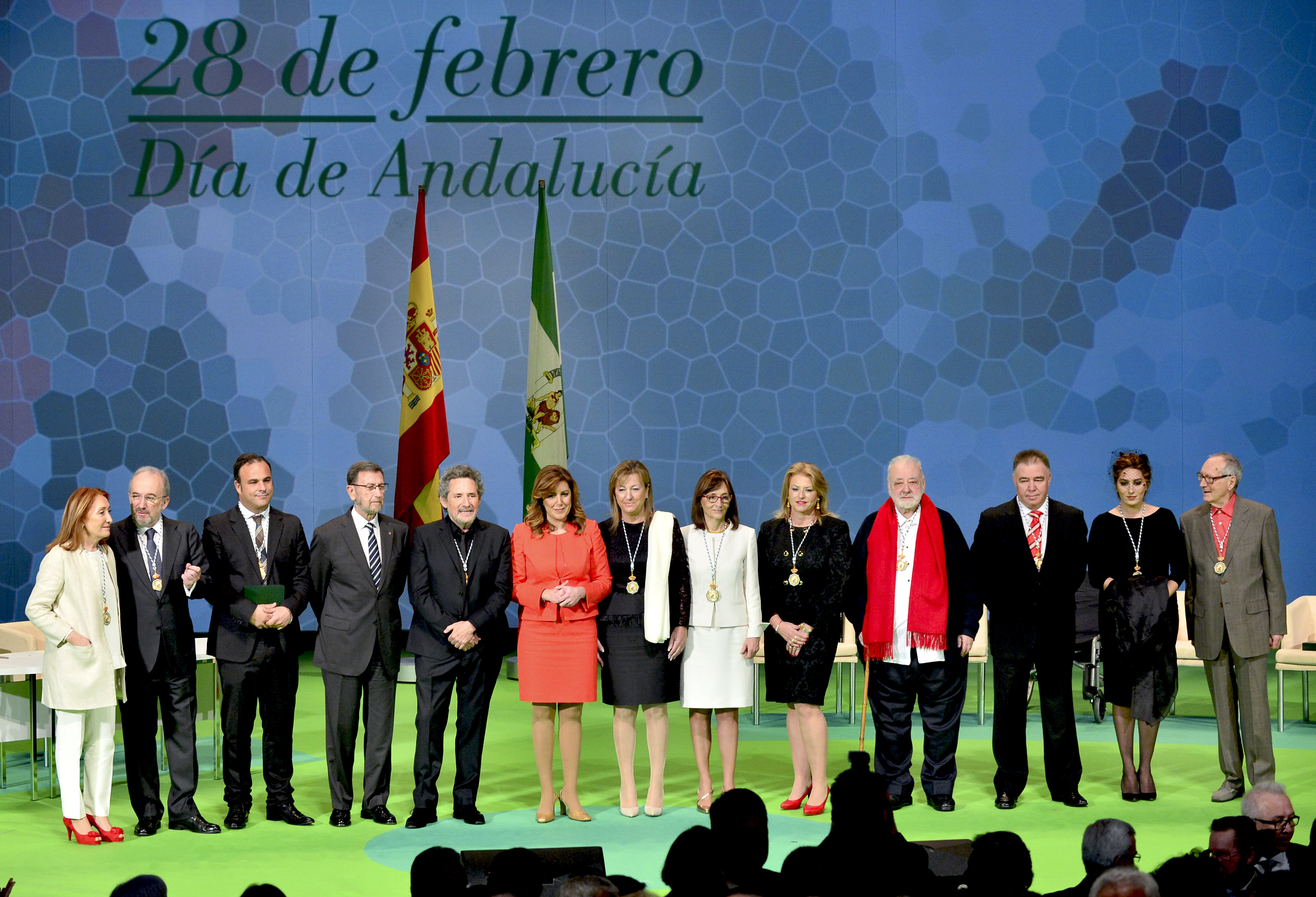
Ceremonia de entrega en el año 2014.